# Here Comes the Sun (singel)
„Here Comes the Sun” – singel zespołu R'n'G, który został wydany w 1997 roku. Został umieszczony na albumie The Year of R’n’G.

## Lista utworów
- CD maxi–singel (14 sierpnia 1997)[1]

1. „Here Comes the Sun” (Sunny Radio Mix) – 4:06
2. „Here Comes the Sun” (Another Radio Mix) – 4:02
3. „Here Comes the Sun” (Bobby Trinity Mix) – 5:15
4. „Here Comes the Sun” (Classic Mix) – 2:28
5. „Here Comes the Sun” (R'n'B Mix) – 4:25

## Notowania na listach sprzedaży
| Kraj   | Lista (1997)    | Najwyższa pozycja |
| ------ | --------------- | ----------------- |
| Niemcy | Top 100 Singles | 21                |